# خياطة الجفن
خياطة الجفن أو رفو الجفن أو رفو الجفنين أو رفو الترص (بالإنجليزية: Tarsorrhaphy)‏ هو إجراء جراحي يُخيط فيه الجفنان معًا بشكلٍ جزئي؛ وذلك بهدف تضييق فتحة الجفن. قد يُستعمل هذا الإجراء لحماية القرنية في حالات تعرض القرنية، أو كعلاجٍ في اعتلال العين المنسوب لغريفز، أو في متلازمة موبيوس أو بعد جراحة زرع القرنية. يُجرى هذا الإجراء في زاوية فتحة الجفن.